# Pont de Villeneuve
Le pont de Villeneuve est l'un des ponts qui permet de franchir la Mosson. Il est situé sur la commune de Saint-Jean-de-Védas et de Villeneuve-lès-Maguelone dans le département français de l’Hérault.

## Historique
Fin 1766 de très grandes crues de la Mosson emportent plusieurs ponts, dont celui de Cournonterral et celui de Villeneuve. Face à ces destructions, les États du Languedoc obtiennent du roi Louis XV la somme de 1 200 000 livres à répartir. Le pont tel qu'on le connait aujourd’hui sera terminé en 1778.
Le pont est classé monument historique le 13 février 2012.

## Description
Le pont est composé de deux arches de 31,80 m d'ouverture séparées par une pile de 9,20 m d'épaisseur. Cette construction est étudiée pour résister à de puissantes crues. 